# Dancing (album Elisa)
Dancing è una raccolta di Elisa, pubblicata in Nord America e nel Regno Unito nel 2008.

## Descrizione
La pubblicazione dell'album segue il successo riscosso dal brano Dancing utilizzato nel 2007 nel popolare programma televisivo So You Think You Can Dance, un talent show basato sulla danza.
I brani compresi nel disco provengono da tutti gli album pubblicati fino ad allora, a parte Pipes & Flowers. La versione di A Little Over Zero qui presente è quella originale dall'arrangiamento elettronico, ed è l'unica canzone tratta dall'album Asile's World. Il primo singolo estratto è Rainbow, presentato in una nuova versione prodotta da Glen Ballard (produttore dell'album Pearl Days), di cui viene girato un nuovo video con la ballerina Lacey Schwimmer distribuito solo attraverso la rete. Nel maggio del 2009 è stato invece pubblicato il video di Rock Your Soul.
L'album entra nella classifica digitale di iTunes America e Canada, ma non è mai entrata nelle classifiche ufficiali. In un'intervista rilasciata a TV Sorrisi e Canzoni nel 2018, Elisa ha raccontato che l'album ha venduto oltre 100.000 copie nel mercato nordamericano.

## Accoglienza
In un sondaggio redatto dalla rivista Billboard l'album è stato giudicato il quinto migliore del 2008 dai lettori, piazzandosi tra E=MC² di Mariah Carey e I Am... Sasha Fierce di Beyoncé.

## Promozione
Successivamente al lancio del disco Elisa ha tenuto una serie di concerti negli Stati Uniti e in Canada tra ottobre e novembre del 2008, il US/Canada Fall Tour.

## Tracce
Testi e musiche di Elisa Toffoli, eccetto dove indicato.
1. The Waves – 4:20
2. Dancing – 5:36
3. Stranger – 3:54
4. Broken – 4:20
5. A Little Over Zero – 5:00
6. City Lights – 3:53
7. Rainbow – 4:59
8. Rock Your Soul – 5:01
9. Life Goes on – 5:15
10. Electricity – 4:10
11. Yashal – 5:28
12. Hallelujah – 7:26 (Leonard Cohen)
13. Dancing (Edit) – 3:37

Traccia bonus nella versione iTunes (USA)
1. Wild Horses – 7:26 (Mick Jagger, Keith Richards)

Tracce bonus nella versione canadese
1. Stay – 3:59
2. Una poesia anche per te – 5:14
3. Qualcosa che non c'è – 4:39